# بروس كامبل (لاعب كرة قاعدة)
بروس كامبل (بالإنجليزية: Bruce Campbell)‏ هو لاعب كرة قاعدة أمريكي، ولد في 20 أكتوبر 1909 في شيكاغو في الولايات المتحدة، وتوفي في 17 يونيو 1995 في فورت مايرز بيتش في الولايات المتحدة.

## وصلات خارجية
- بروس كامبل على موقعبيزبول رفرنس.كوم (الدوري الرئيسي) (الإنجليزية)
- بروس كامبل على موقعبيزبول رفرنس.كوم (الدوري الثانوي) (الإنجليزية)